# Маятас
Маята́с (каз. Маятас) — село у складі Сарисуського району Жамбильської області Казахстану. Входить до складу Жайилминського сільського округу.
У радянські часи село називалося Жаїлма або Карла Маркса.
Населення — 397 осіб (2021; 419 у 2009, 407 у 1999, 646 у 1989).